# Kindamba flygplats
Kindamba flygplats är en stängd flygplats vid staden Kindamba i Kongo-Brazzaville. Den ligger i departementet Pool, i den södra delen av landet, 90 km väster om huvudstaden Brazzaville. Kindamba flygplats ligger 445 meter över havet. IATA-koden är KNJ och ICAO-koden FCBK. Flygplatsen återöppnades 2001 efter inbördeskriget men blev snart obrukbar efter fortsatta oroligheter. Ett projekt för att återställa flygplatsen inleddes 2011 men hade ännu 2021 inte lett till resultat.